# Застава Ријеке
Савремена застава Града Ријеке је плаве боје са жуто уоквиреним грбом у средини. Грб Града Ријеке у црвеном овалном штиту приказује двоглавог црног орла, уздигнутих крила и обеју глава које гледају улево са златним кљуновима и ногама и црвеним језицима, који стојећи десном ногом на стени левом ногом држи врч боје земље из којег се обилато излева вода, која се разлева око стијене.
Застава је усвојена 26. септембра 1998. године након што је напуштена истроијска застава града подељена на три једнако широка хоризонтална поља црвене (тамно кармин), жуте (загаситожута) и плаве (ултрамарин) боје с истројским грбом Ријеке у средини.
Иако је историјски утемељена, данас исту заставу користи иредентистичка Удруга слободне ријечке општине у избеглиштву па се њена службена употреба сматра непримјереном.